# بش-کونگوی (شهرستان علم‌الدین)
بش-کونگوی (به لاتین: Besh-Küngöy) یک منطقهٔ مسکونی در قرقیزستان است که در شهرستان علم‌الدین واقع شده‌است. بش-کونگوی ۳٬۴۲۳ نفر جمعیت دارد و ۱٬۰۹۵ متر بالاتر از سطح دریا واقع شده‌است.